# Weinbergskirche (Dresden)

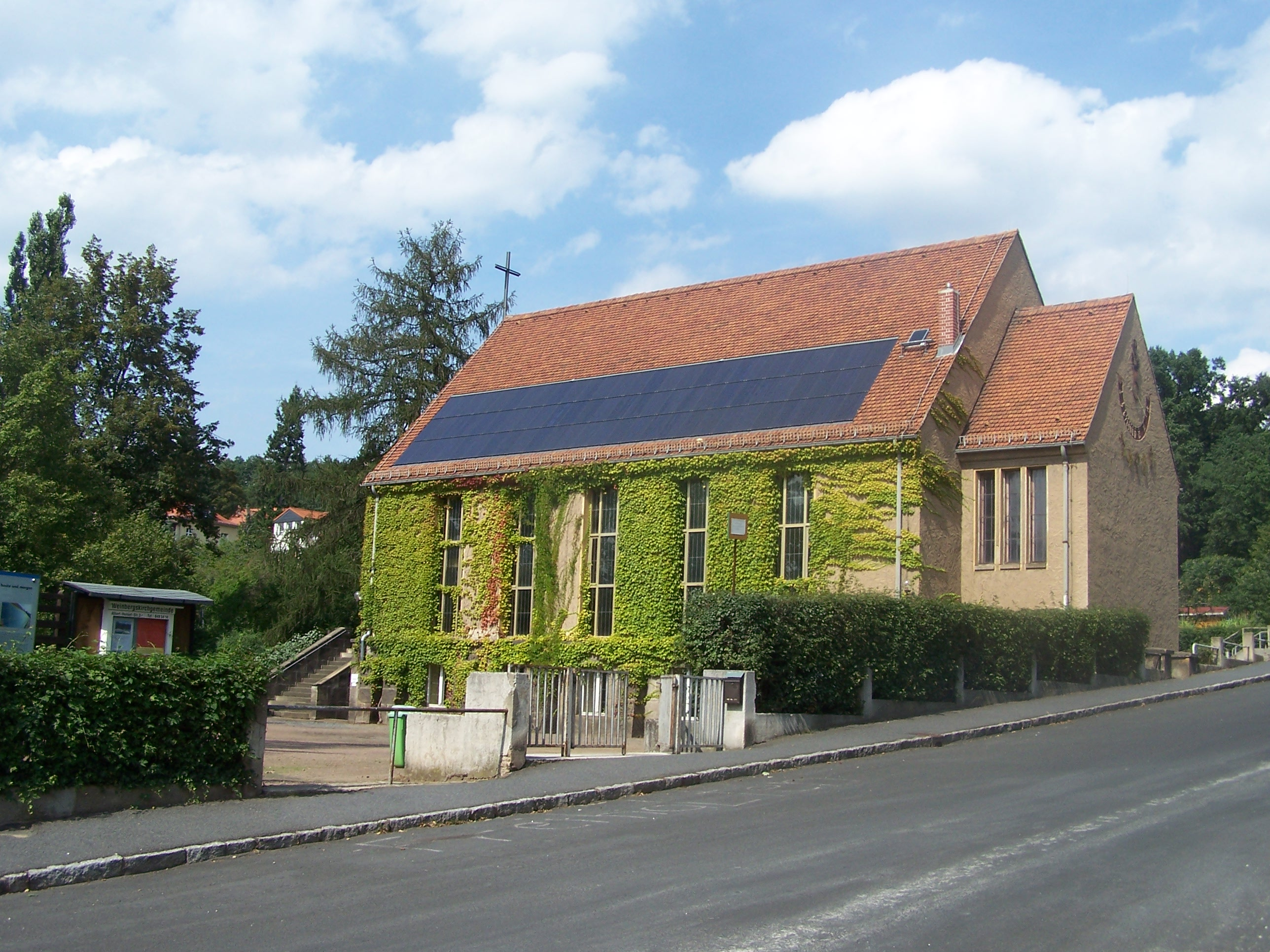
Die Weinbergskirche in Dresden

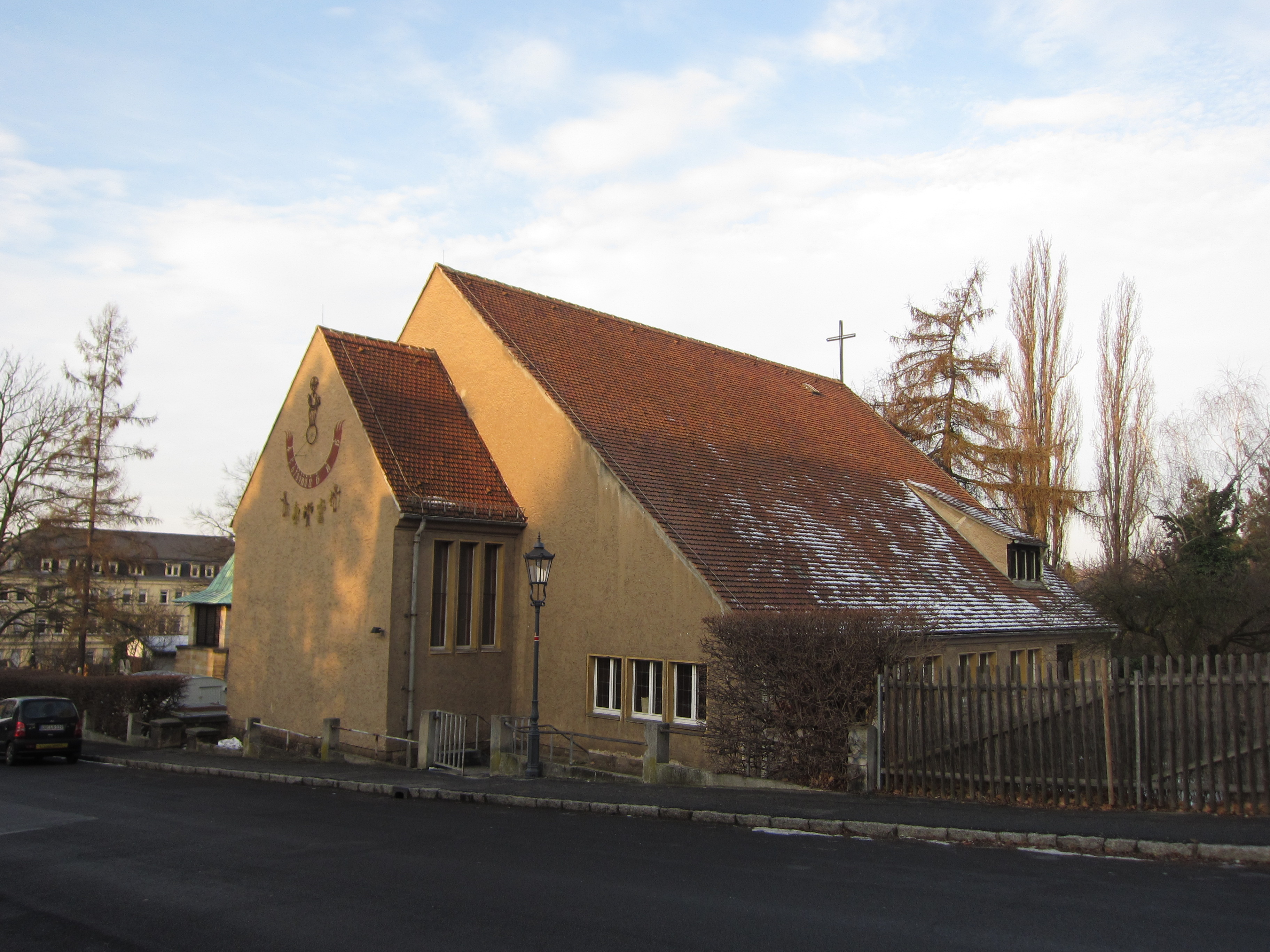
Die Weinbergskirche in Dresden, Blick von Osten

Die Weinbergskirche ist ein im 20. Jahrhundert erbauter Sakralbau in der sächsischen Landeshauptstadt Dresden. Sie liegt im Stadtteil Trachenberge und gehört zur evangelisch-lutherischen Laurentiuskirchgemeinde Dresden-Trachau. Sie ist nicht zu verwechseln mit der barocken Weinbergkirche im Dresdner Stadtteil Pillnitz.

## Geschichte
Erstmals erwähnt wurde Trachenberge im Jahr 1446 als Weinberg Dresdner Augustinermönche. Pfingsten 1539 wurde der erste evangelisch-lutherische Gottesdienst in Kaditz gefeiert. Auch das Gebiet von Trachenberge gehörte zu dieser Gemeinde.
Aufgrund einer wachsenden Besiedlung von Trachenberge wurde 1868 der erste Kirchvorsteher als Vertreter in die Kaditzer Gemeinde entsandt. 16 Jahre später, 1884, trennte sich die Filialgemeinde Pieschen mit Trachenberge unter dem Namen St. Markus von der Kaditzer Gemeinde. Schon vorher hatten jährlich an Silvester Gottesdienste „in der alten Schule“ auf der Döbelner Straße stattgefunden. Ab 1887 wurden dort regelmäßig Lesegottesdienste gehalten. Im Jahr 1888 erfolgte die Einweihung der neugotischen Markuskirche in Pieschen.
Am zweiten Advent des Jahres 1891 wurde mit einem Gottesdienst die neu erbaute Turnhalle in der Döbelner Straße 8 als Betsaal der Gemeinde eingeweiht, um die stark angewachsene Bevölkerung vor Ort betreuen zu können. Im Jahr 1903 bekam Trachenberge erstmals einen eigenen Pfarrer, auch wurden erstmals eigene Kirchenbücher geführt. Die wachsende Eigenständigkeit brachte 1915 die endgültige Trennung von der Markusgemeinde.
Am Sonntag Okuli des Jahres 1930 wurde eine Kirche auf dem Grünen Zipfel an der heutigen Albert-Hensel-Straße geweiht. Die Kirche erhielt in Anlehnung an die Tradition des Ortes den Namen Weinbergskirche. Das Gemeindehaus war ein Fachwerkbau, ein repräsentativer Neubau war nicht finanzierbar. Die Kirche wurde auch als Notkirche bezeichnet. Die Gemeinde verfügte auch erstmals über ein eigenes Glockengeläut. Dieses stammte aus den Glocken der Dresdner Gartenbau-Ausstellung von 1928 (gegossen vom Bochumer Verein) und ist gestimmt in d, f und g.

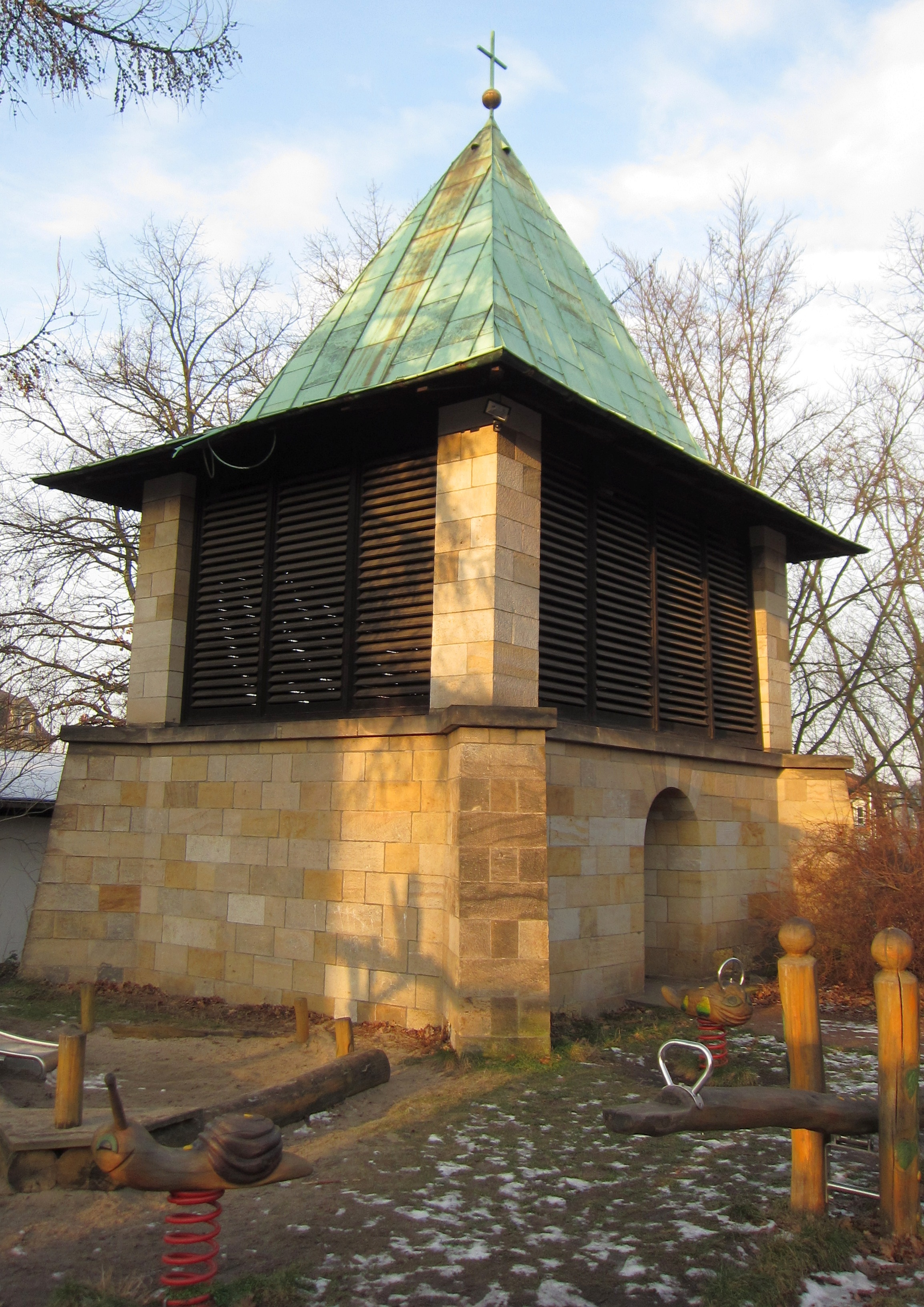
Glockenturm der Weinbergskirche

Gut 16 Jahre später, am 23. Oktober 1946, brannte die Weinbergskirche durch ein vermutlich gelegtes Feuer völlig ab. Es konnten nur die in die Kirche gestürzten Glocken und das Kruzifix gerettet werden.
Am Reformationstag 1947 legte Landesbischof Hugo Hahn den Grundstein für einen neuen Glockenturm, den ersten Wiederaufbau eines Kirchengebäudes in Dresden nach dem Krieg. Am Reformationstag 1950 konnte der Glockenturm eingeweiht werden. Er besteht aus Quadern verschiedener zerstörter Kirchen wie der ehemaligen Johanneskirche und der Dreikönigskirche. Der Glockenturm war damit auch ein Mahnmal an Zerstörung und Wiederaufbau.
Am Trinitatis-Sonntag 1958 fand die Einweihung der heutigen Weinbergskirche des Architekten Günter Schöneberg statt. Die Kirche, ein nüchterner Stahlbetonbau, verfügte damals über Platz für 450 Menschen. Die Gemeinde bestand aus 15.000 Mitgliedern. Neun Jahre später erhielt die Kirche eine Orgel aus der Werkstatt der Firma Jehmlich mit 22 Registern.
In den 1970er-Jahren war die Weinbergskirche ein Zentrum der offenen Jugendarbeit, ab 1977 kümmerte sich Pfarrer Christoph Wonneberger um Kriegsdienstverweigerer. Außerdem fanden in der Kirche zahlreiche kulturelle Veranstaltungen statt. Zeitweise probte in der Kirche auch die bekannte DDR-Rock-Band Lift. 1981 ging von einer sich hier treffenden Gruppe die Initiative „Sozialer Friedensdienst“ aus.
1997 hatte die Gemeinde noch 1100 Mitglieder.

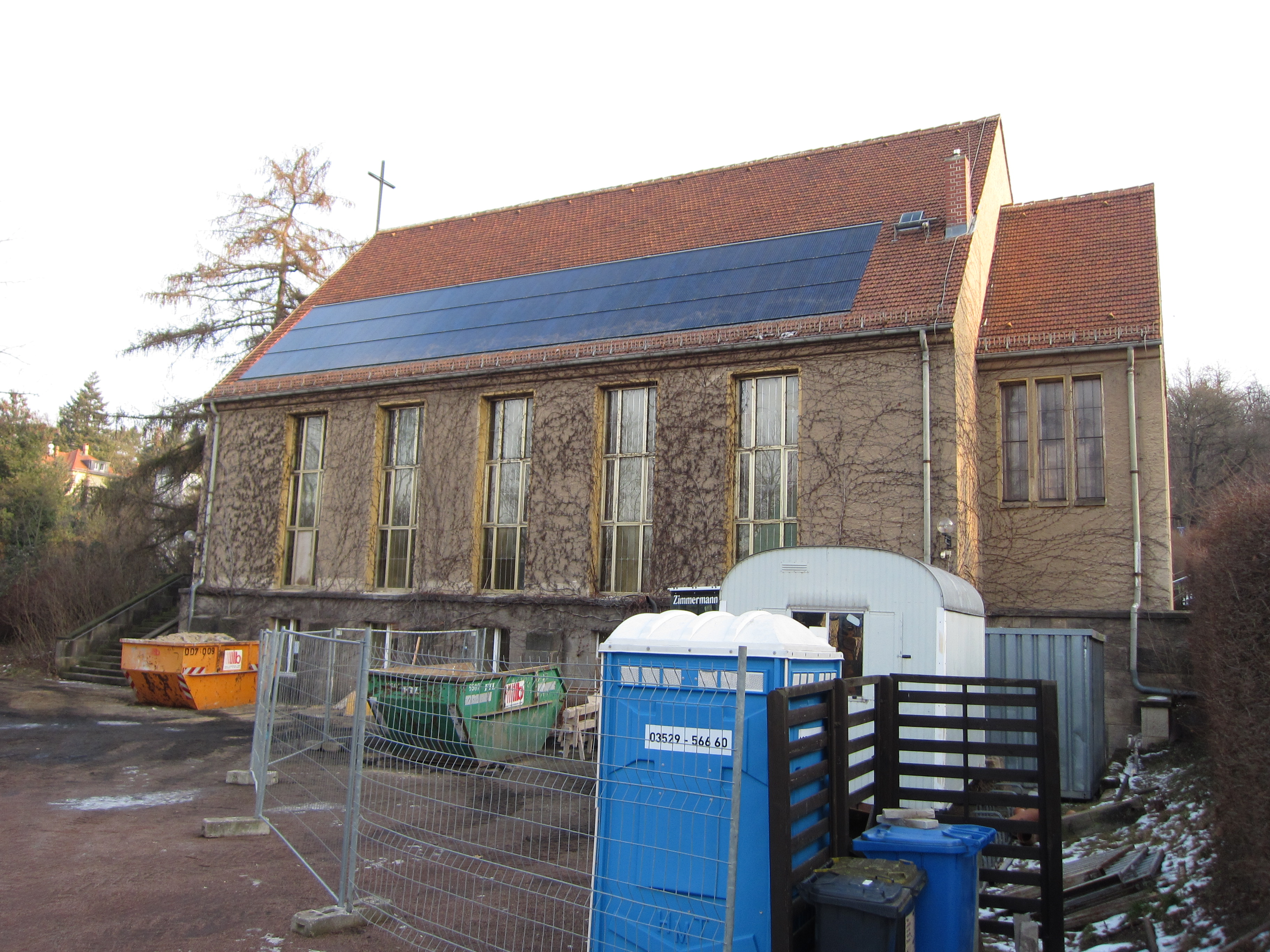
Die Weinbergskirche während der Sanierung

Im November 2011 musste die komplette elektrische Anlage der Kirche aus Sicherheitsgründen außer Betrieb genommen werden. 2012 wurde die Kirche dann für alle Veranstaltungen gesperrt. Nach einer grundlegenden Sanierung wurde die Kirche am 31. Oktober 2014 als energieautarkes Gebäude wiedereröffnet. Die Beheizung des Gebäudes erfolgt mit Wärme aus Abwasser. Den für die Wärmepumpen nötigen Strom liefert eine erweiterte Fotovoltaikanlage. Die Gesamtkosten der Sanierung werden mit 930.000 Euro beziffert. 2024 erhielt die Gemeinde eine Förderung über 450.000 Euro für die Neugestaltung des Außengeländes aus PMO-Mitteln. Geplant sind unter anderem eine Terrasse mit Pergola, Sitzgelegenheiten im Außenbereich, Pfade durch das Gelände, Platz für Kinder und standortgerechte Pflanzungen.

## Ausstattung

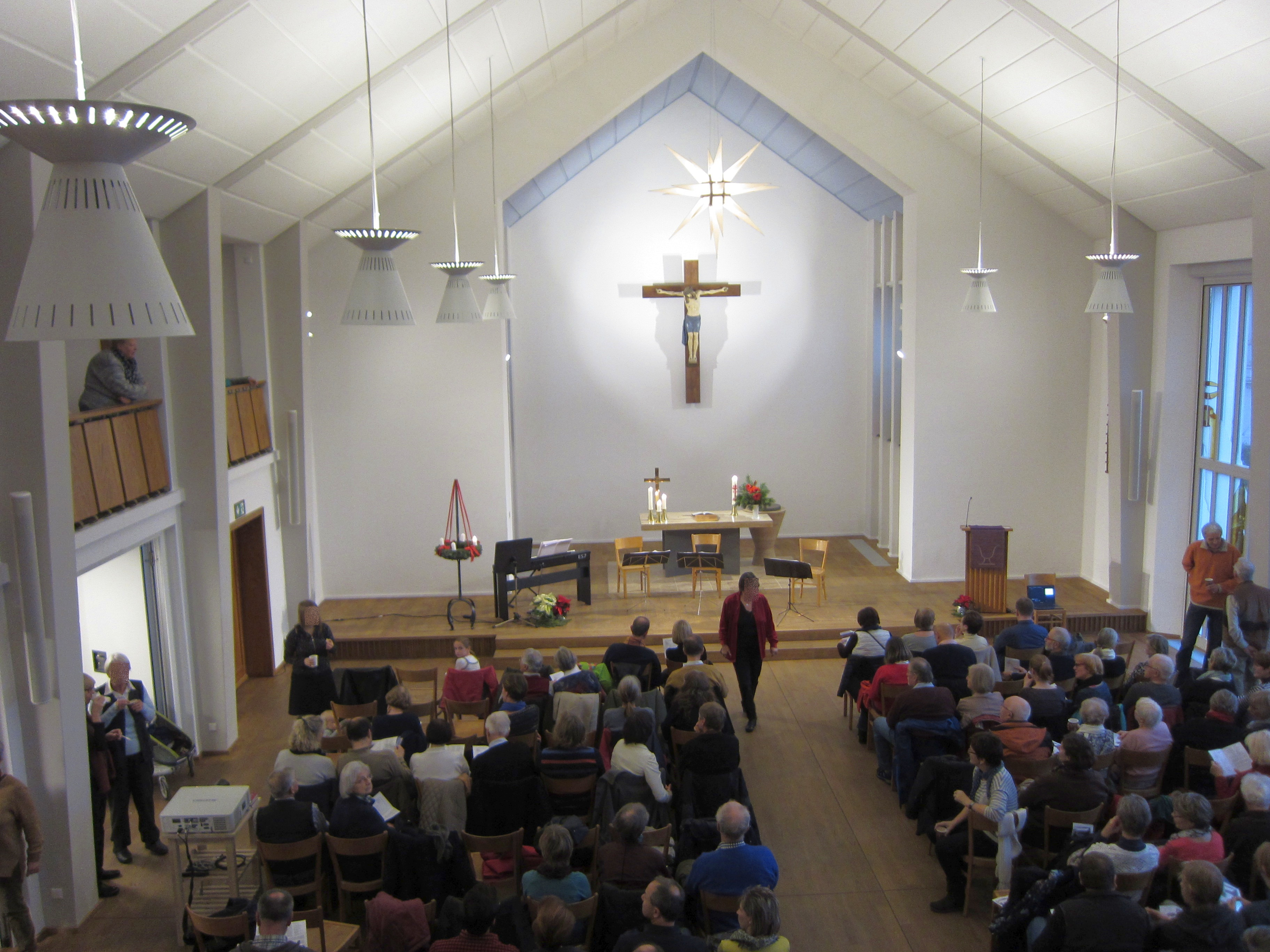
Innenraum mit Kruzifix aus dem Vorgängerbau

Noch aus dem ersten Bau von 1930 stammt das Kruzifix. In der Kirche befinden sich ein Altar und ein Taufstein aus Rochlitzer Travertin, geschaffen von Helmut Schleider. An der Ostfassade ist eine Sonnenuhr angebracht, die Astronomie-Professor Hans-Ullrich Sandig entworfen und gestiftet hat.

## Geläut
Das Geläut besteht aus drei Stahlgussglocken, der Glockenstuhl und die Glockenjoche sind aus Stahl gefertigt.
Im Folgenden eine Datenübersicht des Geläutes:
| Nr. | Gussdatum | Gießer                          | Durchmesser | Masse   | Material | Schlagton |
| --- | --------- | ------------------------------- | ----------- | ------- | -------- | --------- |
| 1   | 1928      | Glockengießerei Bochumer Verein | Stahlguss   | 1485 mm | 1364 kg  | d′        |
| 2   | 1928      | Glockengießerei Bochumer Verein | Stahlguss   | 1325 mm | 1019 kg  | f′        |
| 3   | 1928      | Glockengießerei Bochumer Verein | Stahlguss   | 1185 mm | 709 kg   | g′        |

## Photovoltaikanlage

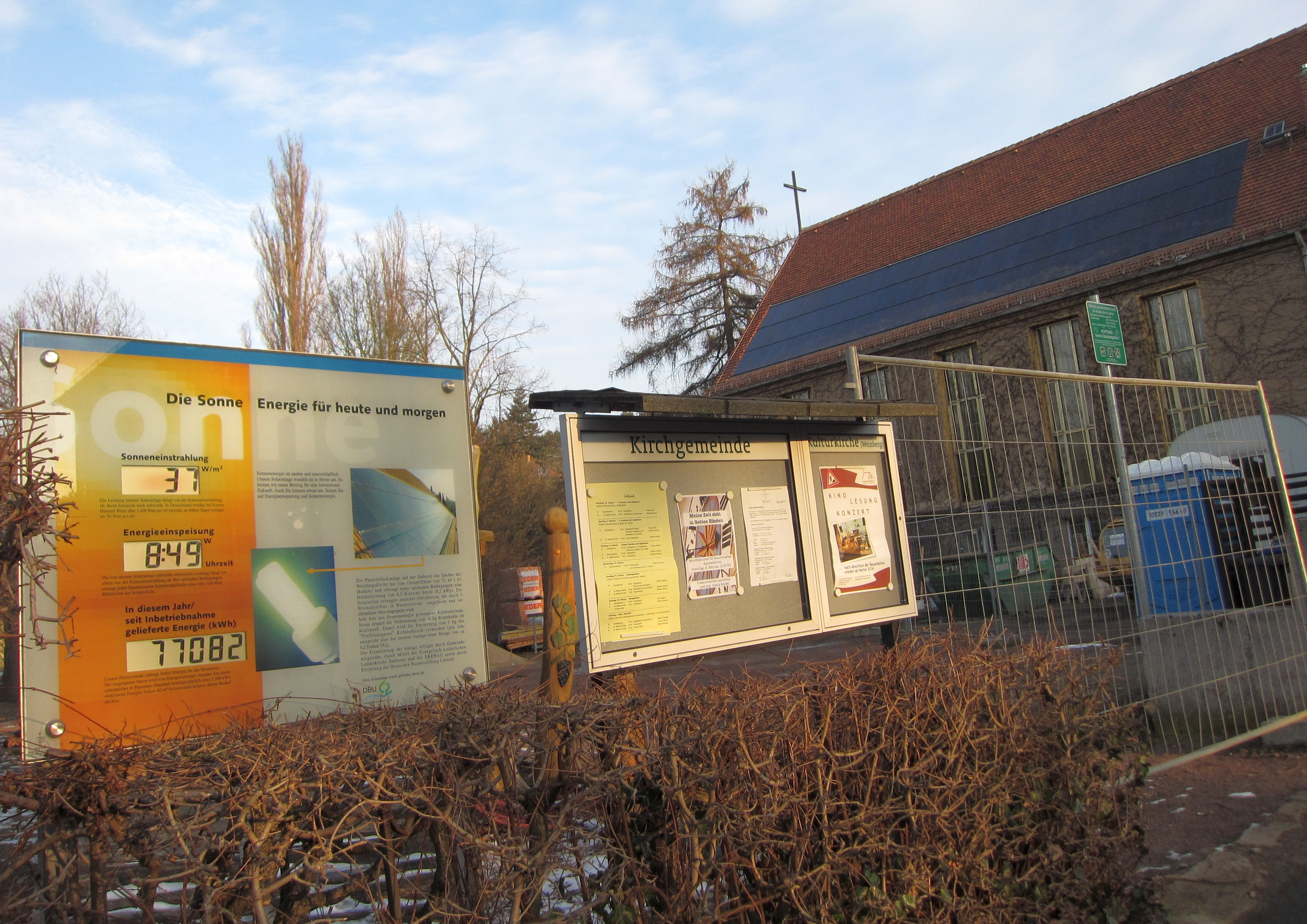
Solarpanels und Informationen an der Weinbergskirche

Auf der Südseite des Daches befindet sich seit 2002 eine Photovoltaikanlage mit einer Gesamtfläche von 72 Quadratmetern (81 Module). Unter optimalen Bedingungen erbringt diese Anlage eine Höchstleistung von 8,5 Kilowatt Strom (8,5 kWp). Dieser wird anschließend durch drei Wechselrichter in Wechselstrom umgeformt und in das öffentliche Netz eingespeist.
Finanziert wurde die Anlage durch Gemeindemitglieder, Mittel der Evangelisch-Lutherischen Landeskirche Sachsens, der DREWAG und durch Förderung der Deutschen Bundesstiftung Umwelt.

## KulturKirche Weinberg Dresden-Trachenberge e.V.
Seit Anfang 2008 treffen sich Bewohner des Dresdner Stadtteils Trachenberge unter dem Arbeitstitel KulturKirche Weinberg Dresden-Trachenberge. Ihr Ziel ist es, die Weinbergskirche verstärkt in den Fokus der Öffentlichkeit zu rücken. Am 9. Juni 2009 wurde daraus der Verein KulturKirche Weinberg Dresden-Trachenberge e. V. Seine Aufgaben bestehen in der Veranstaltung von Konzerten von Klassik bis Moderne, Lesungen, Theater, Tanz, Filmvorführungen und Sommerkino im Freien, Gesprächsforen, Konferenzen, Ausstellungen sowie im Bereitstellen von Probenräumen für Vokal- und Instrumentalensembles.

## Auszeichnungen
Im Jahr 2015 erhielt die Ev.-Luth. Laurentiuskirchgemeinde als Bauherr den Energie-Effizienzpreis Sachen.